# SP-305
A SP-305 é uma rodovia transversal do estado de São Paulo, administrada pelo Departamento de Estradas de Rodagem do Estado de São Paulo (DER-SP).

## Denominações
Recebe as seguintes denominações em seu trajeto:
Nome:	José Pizzarro, Rodovia
- De - até:	Jaboticabal - Monte Alto
- Legislação: LEI 3.145 DE 02/12/81

## Descrição
Principais pontos de passagem: SP 326 (Jaboticabal) - Monte Alto - SP 323

## Características

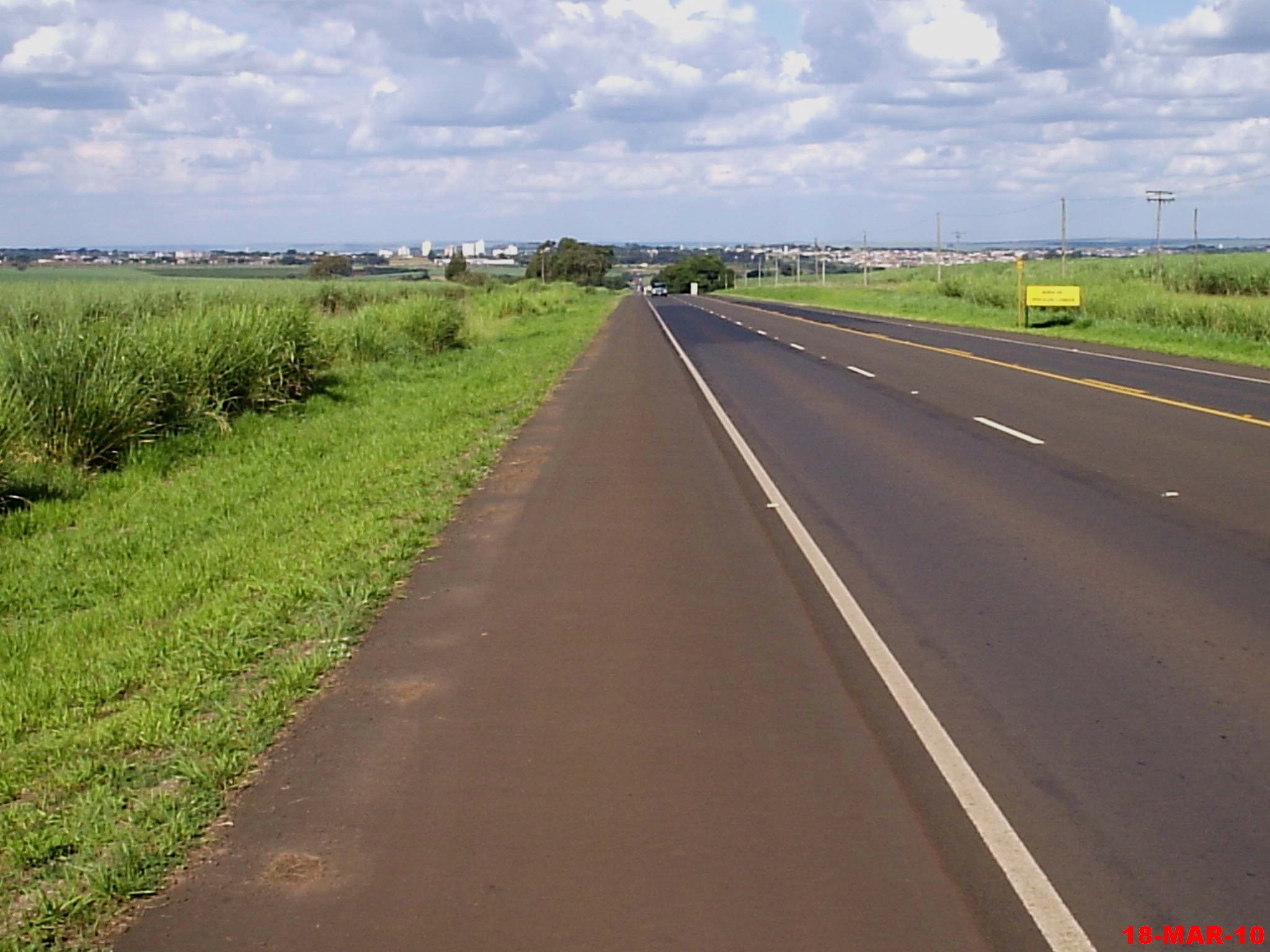
Trecho da SP-305 em Jaboticabal.

### Extensão
- Km Inicial: 0,000
- Km Final: 19,400

### Localidades atendidas
- Jaboticabal
- Ibitirama
- Monte Alto